# Юльянув (Конецький повіт)
Юльянув (пол. Julianów) — село в Польщі, у гміні Фалкув Конецького повіту Свентокшиського воєводства.
У 1975-1998 роках село належало до Пйотрковського воєводства.